# Ciclones do Atlântico Sul

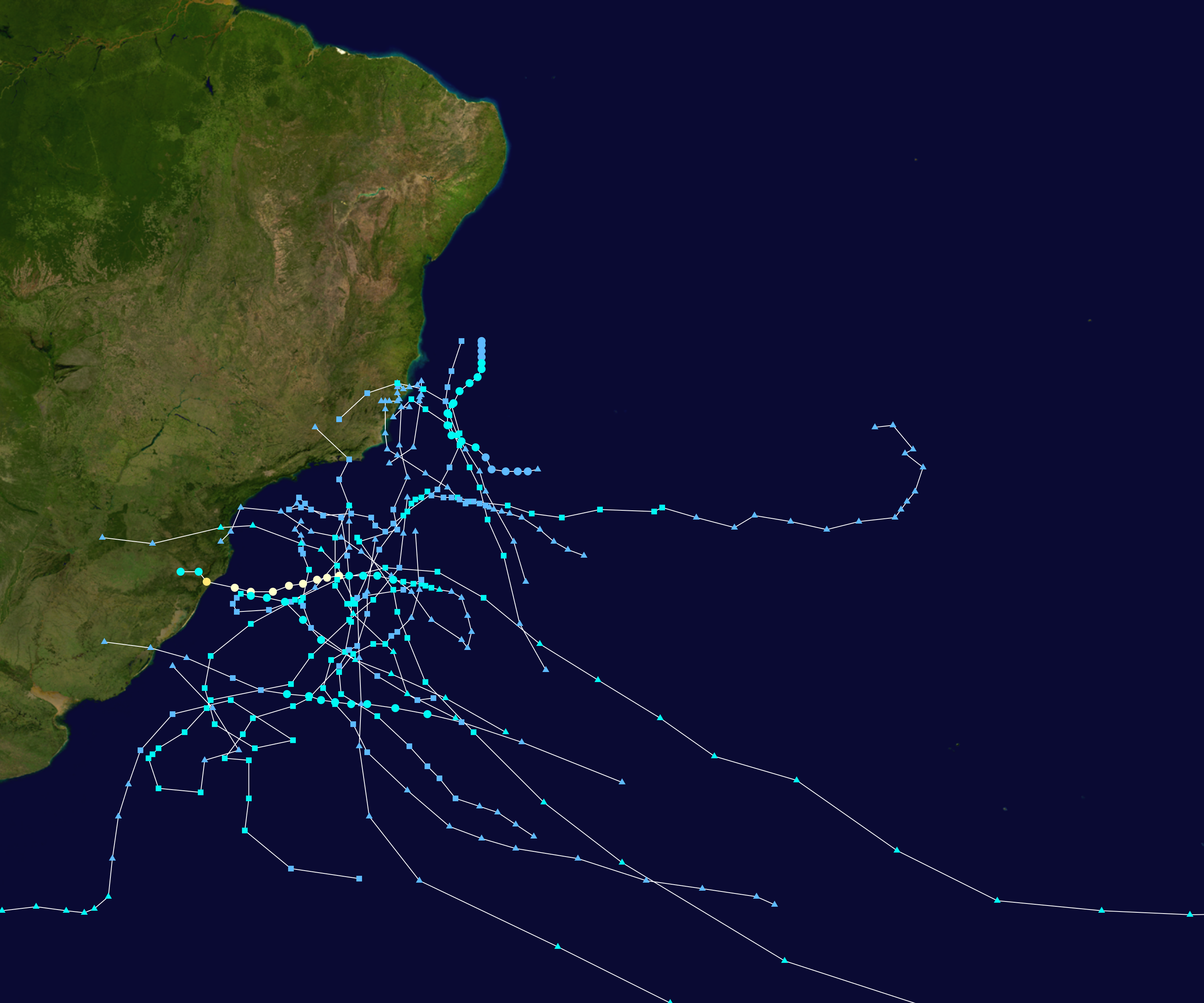
Percursos de ciclones tropicais do Atlântico Sul nomeados desde 2004

Ciclones do Atlântico Sul refere-se aos ciclones tropicais, subtropicais ou extratropicais que se formam no sul do Oceano Atlântico. Ciclones tropicais são extremamente raros nesta região do planeta, pois há fortes ventos de cisalhamento (que impedem a formação destes fenômenos) e há ausência de perturbações tropicais ou de uma zona de convergência intertropical.
Na era dos satélites geoestacionários, foram registrados apenas cinco ciclones tropicais que tiveram força equivalente a uma depressão tropical ou mais nesta região, embora haja controvérsias, principalmente por partes dos meteorologistas brasileiros, quanto a suas naturezas tropicais. Como em outras partes do Hemisfério Sul, se um ciclone tropical se formar no sul do Atlântico, provavelmente será entre dezembro e maio, período no qual as águas do Oceano Atlântico ficam quentes nesta região. Ciclones subtropicais e extratropicais são comuns no Atlântico Sul e dezenas deles foram registrados na região nos últimos anos, incluído a Tempestade subtropical Yakecan, a decima-sexta a ser nomeada depois do furacão Catarina em 2004.

## Nomeação
Em março de 2023 a Marinha do Brasil divulgou uma nova lista de nomes para nomear ciclones subtropicais ou tropicais que se formassem ou entrassem na METAREA V. A relação, com 32 nomes em tupi-guarani, entrou em vigor em 1.º de março e foi publicada em portaria do Ministério da Defesa e da Diretoria de Hidrografia e Navegação. A escolha dos nomes foi feita em conjunto com o Inmet (Instituto Nacional de Meteorologia), a Força Aérea Brasileira, o CPTEC (Centro de Previsão do Tempo e Estudos Climáticos) e o Inpe (Instituto Nacional de Pesquisas Espaciais).
Os ciclones extratropicais não recebem nome nesta região do planeta, ao contrário do que acontece na Europa, mas muitos deles têm impactos severos na região, como o de junho e o de setembro de 2023.

### Nomes
| Akará (Espécie de peixe)      | Reri (Ostra)               | Juru (Foz)                  |
| Biguá (Ave marinha)           | Sumé (Deus da agricultura) | Katu (Bondade)              |
| Caiobá (Habitante da mata)    | Tupã (Deus do trovão)      | Murici (Arbusto do cerrado) |
| Endy (Luz do fogo)            | Upaba (Lagoa)              | Oryba (Felicidade)          |
| Guarani (Guerreiro)           | Ybatinga (Nuvem            | Peri (Planta d'água)        |
| Iguaçú (Rio grande)           | Aratu (Caranguejo)         | Reia (Realeza)              |
| Jaci (Lua)                    | Buri (Palmeira)            | Samburá (Cesto indígena)    |
| Kaeté (Mata virgem)           | Caiçara (Cerca)            | Taubaté (Pedras altas)      |
| Maracá (Instrumento indígena) | Esapé (Iluminar)           | Uruana (Tartaruga do mar)   |
| Okanga (Madeira)              | Guaí (Pássaro)             | Ytu (Cachoeira)             |
| Poti (Camarão)                | Itã (Concha)               |                             |

## Tempestades tropicais conhecidas

### Tempestade tropical de Angola em 1991
Em 10 de Abril de 1991, uma forte depressão tropical ou uma fraca tempestade tropical formou-se próximo a costa de Angola. O sistema alcançou seu pico de intensidade em 13 de Abril e logo depois se enfraqueceu e se dissipou. Este evento marcou a primeira observação de um ciclone tropical no Oceano Atlântico sul.

### Tempestade tropical Samba
Uma pequena área de convecção formou-se em Janeiro de 2004, próximo à costa da Bahia, Brasil. Este sistema se organizou e tornou-se uma depressão tropical em 18 de Janeiro, A depressão moveu-se para oeste atingindo a costa da Bahia, perto de Salvador, ainda bem organizado em 20 de Janeiro e dissipou-se logo em seguida.
O ciclone foi apelidado de Samba por pesquisadores que analisaram o sistema.
Esta foi a primeira vez que dois ciclones tropicais no Atlântico sul formaram-se no mesmo ano, fazendo um princípio da temporada de furacões no Atlântico sul de 2003-04. Os meteorologistas brasileiros consideraram o sistema apenas como um vórtice de baixos níveis, sem características tropicais, embora visivelmente, por meio de imagens de satélite, que as áreas de convecção preenchiam todo o centro da tempestade. O sistema causou chuvas intensas, que causaram inundações e deslizamentos de terra, além de ventos constantes de 55 km/h em Salvador.

### Furacão Catarina
Ciclone Catarina, também chamado de furacão Catarina (ou simplesmente Catarina), foi um ciclone tropical do Atlântico Sul extremamente raro, sendo a única tempestade já registrada com força de furacão nessa região do Oceano Atlântico. Catarina atingiu a região Sul do Brasil com intensidade máxima, com o equivalente a ventos sustentados com a força de um furacão de Categoria 2, em 28 de março de 2004.
A tempestade se desenvolveu a partir de um ciclone extratropical de núcleo-frio praticamente estacionário em 12 de março. Quase uma semana depois, no dia 19 de março, a perturbação remanescente seguiu na direção leste-sudeste, mas em 22 de março, a formação de uma crista de alta pressão deixou o sistema novamente quase estacionário. A perturbação se instalou numa região com excelentes condições meteorológicas, cisalhamento do vento e com a temperatura da superfície do mar acima da média. A combinação dos dois fatores levou a uma lenta transição do sistema de um ciclone extratropical para um ciclone subtropical em 24 de março.
A tempestade continuou a obter características tropicais e se tornou um ciclone tropical no dia seguinte, enquanto os ventos se intensificavam gradativamente. Em 26 de março de 2004, a tempestade alcançou ventos máximos sustentados com velocidades de até 180 quilômetros por hora, definida como de categoria 2 na escala de furacões de Saffir-Simpson. Neste dia o ciclone ganhou informalmente o nome "Catarina" e também passou a ser o primeiro registro oficial de um ciclone tropical no Atlântico Sul. As condições excepcionalmente favoráveis e extremamente incomuns no Atlântico Sul persistiram e o Catarina continuou a se intensificar, atingido o seu pico de intensidade em 28 de março. O centro da tempestade atingiu a costa brasileira mais tarde naquele dia, na altura entre as cidades de Passo de Torres e Balneário Gaivota, no estado de Santa Catarina. O Catarina se enfraqueceu rapidamente sobre terra firme e dissipou-se no dia seguinte.
Em Março de 2004, um ciclone tropical extraordinariamente raro formou-se próximo à costa de Santa Catarina, Brasil. Este ciclone tropical atingiu a costa de Santa Catarina em 28 de Março com força equivalente a um furacão de categoria 2 na Escala de furacões de Saffir-Simpson.

### Tempestade tropical Anita
O sistema internacional de monitoramento de ciclones tropicais da Marinha dos Estados Unidos classificou, o ciclone na costa catarinense e gaúcha. A tempestade no mar respondeu pelo código Invest90Q pela Marinha norte-americana e Invest90L pelo NOAA. Há quatro anos, nenhum ciclone recebia classificação Invest na costa do Sul do Brasil. Do ponto de vista científico e de previsão, a grande notícia é que com a classificação, os olhos do mundo se voltam para este sistema na nossa costa e passa a surgir uma enormidade de dados indisponíveis antes e em tempo real. O ciclone enquadra-se como tropical ou que seria melhor, no nosso entendimento, como uma Tempestade tropical (ciclone tropical) e que chegou a formar um olho nas imagens de satélite, o que é absolutamente incomum nos ciclones que atuam em nosso litoral.
De acordo com o Serviço Norte Americano de monitoramento de furacões com a velocidade que o ciclone atingiu durante a madrugada ele pode ser classificado como Tempestade Tropical. De acordo com o Instituto quando a força dos ventos atinge velocidade entre 34 e 63 nós o fenômeno passa a receber essa classificação. E de acordo com o monitoramento da NOAA o fenômeno tem força de 50 nós, ou seja, 85 km/h.

### Tempestade tropical Iba
Uma depressão tropical se formou durante uma monção em 23 de março de 2019, na costa da Bahia. No dia 24 de março, a depressão ganhou força e se tornou uma Tempestade Tropical, nomeada "Iba" pelo Centro de Hidrografia da Marinha do Brasil. Nesta data os ventos máximos eram de 35 nós (~ 65 km/h) e a pressão central estimada em 1 008 hpa. No dia 27 de março, a tempestade perdeu força e foi reclassificada novamente como depressão tropical. Em 28 de março, o fenômeno perdeu as suas características de ciclone tropical e se transformou em um centro de baixa pressão comum em alto-mar.

### Tempestade tropical 01Q
A Tempestade 01Q foi uma tempestade com características tropicais e extratropicais que atingiu uma vasta área do Rio Grande do Sul até a Bahia no início de fevereiro de 2021.
As rajadas de vento passaram dos 100 km/h em grande parte da região sul, entre 60 e 80 km/h em São Paulo e entre 50 a 60 km/h no sul do Rio de Janeiro e houve ressaca com ondas de até 4m entre Chuí (RS) e Angra dos Reis (RJ). 

### Tempestade Tropical Akará
Em 16 de fevereiro de 2024, o CHM informou em sua carta sinótica a formação de uma depressão subtropical na costa do Rio de Janeiro. Entretanto, dois dias depois, o ciclone adquiriu características tropicais na costa por conta de cisalhamento do vento e águas mais quentes. O único registro catalogado de ciclone tropical registrdo na costa do Sul do Brasil, foi a do furacão Catarina vinte anos atrás. Na madrugada de 19 de fevereiro, segundo carta sinótica da Marinha do Brasil, o ciclone evoluiu para tempestade tropical, recebendo assim, o nome Akará.

## Tempestades subtropicais conhecidas

### Tempestade subtropical Arani
A tempestade subtropical Arani, nomeada pela Marinha do Brasil, foi a primeira tempestade com nome e o primeiro ciclone subtropical da Temporada de Ciclones do Atlântico Sul de 2011. Desenvolveu-se de uma área de baixa pressão subtropical em 14 de março a cerca de 140 km a leste do estado de Espírito Santo. A tempestade produziu chuvas e ventos fortes na costa do Espírito Santo, e grandes ondas ao longo do litoral da região Sudeste do Brasil, causando ressaca e alguns danos.

### Tempestade subtropical Bapo
A tempestade subtropical Bapo, nomeada pela Marinha do Brasil, foi a primeira tempestade com nome e o primeiro ciclone subtropical da Temporada de Ciclones do Atlântico Sul de 2015. Desenvolveu-se de uma área de baixa pressão subtropical em 6 de fevereiro a cerca de 400 km a sudeste do estado de São Paulo. A tempestade produziu ondas fortes ao longo da costa entre as regiões Sul e Sudeste do Brasil, causando ressaca e alguns danos.

### Tempestade subtropical Cari
A tempestade subtropical Cari, nomeada pela Marinha do Brasil e classificada como tempestade subtropical pelo National Oceanic and Atmospheric Administration foi a terceira tempestade com nome, depois do Furacão Catarina em 2004 e a Tempestade tropical Anita em 2010, e a segunda tempestade subtropical da Temporada de Ciclones do Atlântico Sul de 2015. Desenvolveu-se de uma área de baixa pressão subtropical em 10 de março a cerca de 100 km a sudeste do estado de São Paulo. A tempestade produziu chuvas e ventos fortes na costa de Santa Catarina, e grandes ondas ao longo do litoral entre as regiões Sul e Sudeste do Brasil, causando ressaca e alguns danos.

### Tempestade subtropical Eçaí
A tempestade subtropical Eçaí, nomeada pela Marinha do Brasil, foi o segundo sistema de natureza não-extratropical, a evoluir para tempestade subtropical da Temporada de Ciclones do Atlântico Sul de 2016. Desenvolveu-se de uma área de baixa pressão subtropical que cruzou a Região Sul do país em 4 de dezembro, evoluindo para depressão subtropical na costa de Santa Catarina e pouco depois para tempestade subtropical. A tempestade produziu chuvas e ventos fortes na costa de Santa Catarina, e grandes ondas ao longo do litoral entre as regiões Sul e Sudeste do Brasil, causando ressaca e alguns danos.

### Tempestade subtropical Guará
O ciclone  Guará ou tempestade subtropical Guará foi um fenômeno climático que atingiu o estado da Bahia no Brasil, entre os dias 9 e 10 de dezembro de 2017. A tempestade subtropical Guará originou-se de uma forte queda de pressão atmosférica entre o litoral do sul da Bahia e o norte do Espírito Santo. O ciclone ocasionou ventos fortes que arrasaram diversos pontos da capital baiana, Salvador, e de acordo com a Marinha, provocou ondas de até 5 metros.

### Tempestade subtropical Jaguar
A tempestade subtropical Jaguar, nomeada pela Marinha do Brasil, foi o primeiro sistema de natureza não-extratropical, a evoluir para tempestade subtropical da Temporada de Ciclones do Atlântico Sul de 2019. Desenvolveu-se de uma área de baixa pressão subtropical que cruzou a Região Sudeste do país em 20 de maio, evoluindo para depressão subtropical na costa do estado do Rio de Janeiro e pouco depois para tempestade subtropical. A tempestade produziu chuvas e ventos fortes na costa do Rio de Janeiro e do Espírito Santo, e grandes ondas ao longo do litoral da região Sudeste do Brasil, causando ressaca e alguns danos.

### Tempestade subtropical Mani
A tempestade subtropical Mani foi a segunda tormenta de 2020 e a décima a se formar no litoral do Brasil desde o furacão Catarina de 2004.
Trouxe chuvas torrenciais em todo o Espírito Santo, norte do Rio de Janeiro, sul da Bahia e quase todo o estado de Minas Gerais.
Em 21 de outubro de 2020, a Climatempo identificou um possível sistema de baixa pressão que se formaria no litoral do Espírito Santo, com previsibilidade de precipitação de até 100 mm na capital Vitória entre domingo (25 de outubro) e segunda-feira (26 de outubro). Ela foi confirmada pela Marinha do Brasil 4 dias depois.

A tormenta não causou mortos nem feridos mas deixou 400 pessoas desabrigadas, algumas pedras rolaram das encostas e ocorreram deslizamentos, segundo a Defesa Civil do ES. Em Vitória da Conquista Mani causou ventania de até 87 km/h, destruíndo um centro comercial e em Itabuna as ruas ficaram alagadas.  
Também teve ressaca entre Arraial do Cabo (RJ) e Regência (ES) com ondas de até 2,5 m. A tempestade enfraqueceu-se a partir de 27 de outubro até ser  absorvida por um ciclone extratropical (baixa pressão associada a uma frente fria). O núcleo foi totalmente expirado em 28 de outubro de 2020.

### Tempestade subtropical Oquira
A tempestade subtropical Oquira foi a terceira em 2020 e a décima-primeira a se formar no Brasil desde o furacão Catarina de 2004.
A Marinha do Brasil notificou na costa do Rio Grande do Sul um sistema de baixa pressão em 26 de dezembro e ela se transformou numa depressão subtropical. Em 28 de dezembro às 10 h, a depressão ganhou status de tempestade. A tormenta permaneceu em alto-mar e não ofereceu riscos.
Durante este período, a tempestade causou apenas ventania de até 60 km/h no litoral gaúcho, ficou se deslocando para sudeste até enfraquecer totalmente devido ao cisalhamento. Curiosamente, a baixa pressão formou uma frente quente em áreas mais frias do Atlântico. [carece de fontes?]
Em 30 de dezembro de 2020, um fato mais raro ainda aconteceu e envolveu esta tormenta.
Esta é a primeira vez que um ciclone subtropical "toca" em outro ciclone e não se dissipa.
Um ciclone extratropical, que se formou na Argentina no penúltimo dia de 2020, tinha pressão de 994 hpa e a depressão subtropical (antes, tempestade) Oquira, com 998 hpa.
Também é a primeira vez que três tempestades subtropicais se formam no Brasil no mesmo ano desde 2011. (Kurumí, Mani e Oquira)
Por se formar em dezembro (verão no Brasil), Oquira é uma formação extremamente rara e pode ter relações com o fenômeno La Niña e o aquecimento global.

### Tempestade subtropical Potira
A tempestade subtropical Potira foi a primeira de 2021 e a décima-terceira a se formar no litoral do Brasil desde que a Marinha do Brasil passou a nomear estes sistemas.
Em 17 de abril de 2021, a Climatempo informou em suas previsões que um ciclone subtropical podia se formar na costa de São Paulo e Rio de Janeiro entre a noite de sábado (17) e domingo (18). Segundo uma carta sinótica da Marinha do Brasil divulgada na tarde do dia 19, o ciclone evoluiu para uma depressão subtropical. Em 20 de abril, a tormenta acabara de obter o status de tempestade.
As rajadas de vento chegaram até 50 km/h entre Rio Grande do Sul e São Paulo e até 70 km/h entre o norte do Paraná e o extremo-sul do Espírito Santo. Potira também causou ressaca entre Santa Vitória do Palmar (RS) e Vitória (ES) com ondas de até 3 m de altura.
Um bombeiro, que era aluno do curso de salvamento marítimo e estava realizando o treinamento em alto mar desapareceu por causa da ressaca provocada pela tempestade.
Nos municípios de Balneário Camboriú e Florianópolis (SC), a agitação marítima provocada por Potira causou alagamentos em ruas e danos as calçadas. Os portos de Itajaí e Navegantes ficaram fechados por 3 dias. Não foram divulgados prejuízos econômicos ou materiais causados pelo ciclone.
Segundo uma carta sinótica da Marinha do Brasil, o ciclone não tinha mais características subtropicais e foi rebaixado para uma baixa comum no mar em 22 de abril. Este foi o ciclone mais longevo no Brasil desde o início das medições.

### Tempestade subtropical Raoni (Invest N1)
A tempestade subtropical Raoni (ou Invest N1) foi um ciclone subtropical que atingiu a costa da América do Sul, entre os dias 28 de junho e 2 de julho de 2021. Foi a décima-quarta tormenta a se formar desde o furacão Catarina de 2004.

### Tempestade Subtropical Ubá
Segundo a Marinha do Brasil, na costa do Sul do Brasil uma área de baixa pressão deu origem a uma depressão subtropical no dia 10 de dezembro. Na manhã do mesmo dia a depressão evoluiu para uma tempestade subtropical e assim, recebeu o nome "Ubá".
No dia 11, a Metsul reportou que o Ubá era "um dos maiores ciclones no planeta no final desta semana".
Foi a décima-quinta tormenta a se formar depois do furacão catarina em 2004. 

### Tempestade Subtropical Yakecan
A tempestade subtropical Yakecan foi um ciclone subtropical que durante o seu trajeto, passou pela região Sul do Brasil, mais especificamente no Rio Grande do Sul e no Uruguai. O ciclone veio do mar em direção ao território rio-grandense e chegou com menos força no estado de Santa Catarina, onde retornou ao mar. Foi a décima-sexta tormenta a atingir o Brasil desde o ciclone Catarina em 2004.
Sua gravidade foi confirmada dia 16 de maio de 2022 pelo Instituto Nacional de Meteorologia (INMET) e pela Marinha do Brasil, que automaticamente o classificaram como um alerta laranja, que significa uma tempestade subtropical. O nível laranja é o penúltimo nível da escala, não tendo sido descartada sua promoção para o nível vermelho. Foram projetados ventos de até 100 km/h, e por este motivo, a Defesa Civil tanto regional quanto federal não negaram a possibilidade do ciclone atingir a força de furacão conforme avançava para solo firme.
O ciclone já deixara dois mortos antes mesmo de atingir o solo firme. O primeiro óbito foi registrado no Uruguai, onde, por conta dos fortes ventos, uma palmeira caiu no telhado da casa do morador. Já o outro caso foi relatado em Porto Alegre, onde uma embarcação de pescadores naufragou no lago Guaíba. No interior de São Paulo, o vento derrubou um balão de ar quente às margens da Rodovia Castello Branco, na zona rural entre as cidades de Boituva e Porto Feliz, o balão carregava nove pessoas a bordo que foram prontamente socorridas. Uma delas em estado grave. No dia 17, Devido à intensidade da massa de ar frio que acompanhou o ciclone, sua umidade ocasionou chuva congelada e queda de neve nas porções mais elevadas do planalto sul catarinense e no sul do Paraná.
A tempestade começou a perder intensidade conforme se deslocava para nordeste e quando virou a leste para longe da costa de São Paulo se dissipou na madrugada de 20 de maio de 2022, segundo carta sinótica do CHM.

### Tempestade Subtropical Biguá
Os estragos da tormenta foram grandes e, apesar de não ter deixado mortes, após sua passagem visualizou-se que, no total, 230 mil pessoas ficaram sem luz. Em geral, foi uma tempestade com poucas chuvas, porém ao longo de cidades como Arroio Grande (sudeste do RS) houve chuvas que levaram a alagamentos, além de acumulados em 24 horas em algumas cidades, terem chegado a casa dos 80 milímetros.

## Tempestades extratropicais conhecidas

### Ciclone extratropical no Sul do Brasil em julho de 2020

O ciclone-bomba em 1.º de julho

O ciclone bomba no Sul do Brasil foi uma ciclogênese explosiva que atingiu os estados de Santa Catarina, Rio Grande do Sul e Paraná entre 30 de junho e 1.º de julho de 2020. Ele começou como um centro de baixa pressão, que depois de avançar pelo Norte da Argentina, Uruguai e Rio Grande do Sul, se transformou num ciclone-bomba no Oceano Atlântico.
Ele foi classificado como um ciclone extratropical e segundo a Metsul, "foi o mais grave episódio de vento a atingir o Sul do país já documentado e teve saldo mais grave que o furacão Catarina".

### Ciclone extratropical no sul do Brasil em junho de 2023

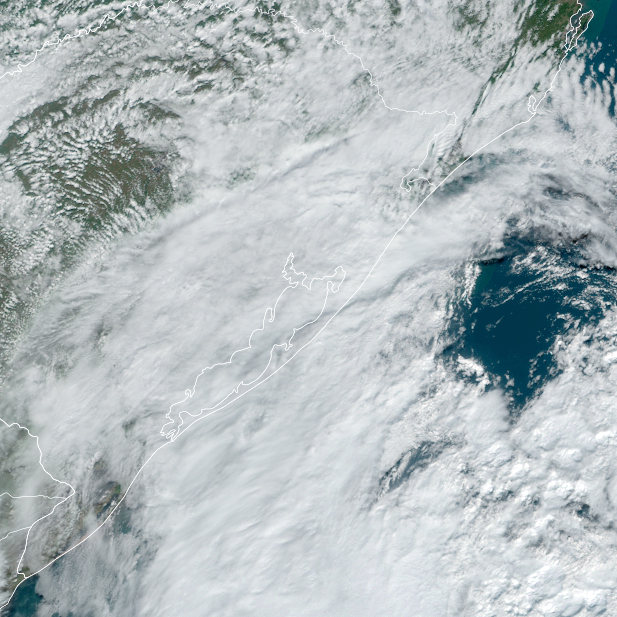
Ciclone na tarde de 16 de junho, com seu centro bem visível

Na manhã de 15 de junho o INMET emitiu um alerta laranja, de perigo, para chuvas intensas que poderiam chegar a 100 milímetros (mm) em 24h com ventos de até 100 km/h para  áreas do Rio Grande do Sul  (RS)e Santa Catarina (SC). À tarde, este alerta foi elevado para vermelho, de grande perigo, sendo que o "acumulado de chuva pode superar os 100 milímetros (mm) em 24h, com ventos". O portal especializado Metsul chamava a situação de "perigosa".
Na noite de 15 de junho a sistema começou a se formar, causando chuvas intensas e ventania em toda região nordeste do Rio Grande do Sul e em algumas cidades mais a sudeste de Santa Catarina. Segundo o INMET, até o início da manhã do dia 16 havia chovido 206,2 mm em Teutônia, no RS, e ventos de 112 km/h em Bom Jardim da Serra (SC) e de 102 em Tramandaí (RS) haviam sido registrados.
O RS foi duramente atingido e diversos rios saíram dos leitos em 41 cidades. O Vale do Sinos enfrentou sua maior enchente em uma década e a situação foi cahamada pela Defesa Civil do RS de "o pior desastre natural no estado em 20 anos". Quinze pessoas morreram nas cidades de Caraá, Maquiné, São Leopoldo, Esteio, Novo Hamburgo, Gravataí, Bom Princípio e São Sebastião do Caí. 3.713 pessoas ficaram desabrigadas e 697, desalojadas.

### Ciclone extratropical no sul do Brasil em julho de 2023
Ciclones extratropicais no sul do Brasil em 2023 foram uma série de ciclones extratropicais que ocorreram entre os meses junho, julho e setembro nos estados da região sul do Brasil.

### Ciclone extratropical no sul do Brasil em setembro de 2023
Ciclones extratropicais no sul do Brasil em 2023 foram uma série de ciclones extratropicais que ocorreram entre os meses junho, julho e setembro nos estados da região sul do Brasil.

## Outros sistemas

### Depressão subtropical 02Q (2021)
A depressão subtropical 02Q foi uma tormenta que atingiu o Rio Grande do Sul em 2021. Ela é a segunda a atingir o litoral do Brasil. 
A Marinha do Brasil a notificou na costa do estado, numa carta sinótica, em 14 de fevereiro.
Havia muita expectativa de que ela fosse nomeada, mas ela não alcançou os 34 nós (~65 km/h) ou mais necessários para isso. Esta é a primeira vez que 2 ciclones mais fortes (subtropical ou tropical) se formam no mesmo mês. A última foi a 01Q
Ela perdeu suas características subtropicais em 17 de fevereiro de 2021, e se transformou numa baixa comum no mar.
Numa análise sinótica posterior, o CHM indicou que 02Q atingira ventos sustentados de 65 quilômetros por hora através de uma boia meteorológica. Mas preferiu manter o sistema como "depressão subtropical", apesar do boletim. 

### Depressão Subtropical 01Q (2023)
Uma depressão subtropical se formou na costa do Rio de Janeiro em 7 de janeiro de 2023. Sem afetar área nenhuma e se afastando da costa brasileira, perdeu suas características subtropicais na tarde de 10 de janeiro, segundo carta sinótica do CHM.